# Saljske užance
Saljske užance trodnevna su kulturno-zabavna manifestacija  na Dugom otoku u mjestu Sali. Održavaju se od 1958. godine. Poznata tvornica prerade ribe u Salima osnovana 1959. godine uz užance postaje ujedno i zaštitni simbol te manifestacije.

## Opis
Održava se vikend prije Velike Gospe, a započinje trima danima i noćima zabave raznolikim programom. Počinje kad saljski brodovi doplove u zadarsku luku praćeni tovarećom glazbom poznatom nadaleko po Jadranu. Navečer se rade Ribarske večere uz domaće vino. Jedu se jela poput brudeta, jela od tune, srdelica, domaćih fritula i kroštula, a pjevaju se klapske pjesme i nastupaju estradne zvijezde. Za drugi i treći dan organizirana su razna sportska natjecanja od kojih je glavno trka tovarov (utrka magaraca), a time fešta i završava.